# Иов (Челюсткин)
Иов (в миру Игнатий Иванович Челюсткин; ум. после 1635) — монах Русской православной церкви, схимник, строитель Свенского Успенского монастыря Брянской епархии, игумен Белёвского Спасо-Преображенского монастыря.

## Биография
О мирской жизни Игнатия Ивановича Челюсткина сохранилось очень немного сведений; известно лишь, что он был родом из города Рославля. 
Принял монашество с именем Иов в 1611 году в Брянском Успенском монастыре, при поступлении вложил в монастырь все земли. В 1618 году он был уже строителем обители. Человек очень состоятельный, он делал частые и значительные вклады церковными вещами как в монастырский храм, так и в церкви монастырских сел и давал из своей келейной казны деньги на постройку церквей. 
6 февраля 1632 года патриарх  Московский Филарет пожаловал ему грамоту, чтобы поповские старосты не взимали патриаршей дани с священно-и-церковнослужителей церквей, состоящих в районе владений Свенской обители, и чтобы взамен того сами причты доставляли патриаршую дань в Москву. 
Будучи строителем монастыря, Иов, по всей вероятности, монастырем не управлял, — так как в годы его пребывания в монастыре там значится и игумен Иона, — а как человек почтенный и благотворитель, лишь распоряжался монастырским имуществом и ходатайствовал по делам обители перед царем и патриархом. 
С декабря 1635 года Иов Челюсткин был игуменом Спасо-Преображенского монастыря в городе Белёве Тульской губернии.
Последние годы жизни Иов провел в схиме. О годе кончины его сведений не имеется.